# De Vrije Stem (België)
De Vrije Stem was een Belgisch Nederlandstalig tijdschrift.

## Historiek
Het cladestiene tijdschrift verscheen vanaf 1915 tijdens de Duitse bezetting in de Eerste Wereldoorlog en droeg als ondertitel Belgisch orgaan voor de provincie Antwerpen met als leuzes "Noch Vlaming, noch Waal maar Belg" en "Eeuwig trouw aan het Vorstenhuis". De Vrije Stem werd gedrukt bij drukkerij Jozef Buerbaum te Antwerpen en de verspreiding gebeurde door L. Riflaert en E.G. Lava. Het tijdschrift was anti-Duits en veroordeelde het activisme.
De laatste editie verscheen op 19 december 1918.

## Historische documenten
- De Vrije Stem (1915 - 1918); The Belgian War Press (CegeSoma)
- De Vrije Stem (1915 - 1918); Het Archief.